# Un guapo del 900 (película de 1952)
Un guapo del 900 es una película en blanco y negro de Argentina dirigida por Lucas Demare sobre el guion de Ulyses Petit de Murat según la obra de teatro homónima de Samuel Eichelbaum que fue protagonizada por Pedro Maratea, Milagros de la Vega, Guillermo Battaglia, Nélida Bilbao y Santiago Gómez Cou. La obra se comenzó a rodar en 1952 y si bien se anunció que por un viaje del director a España ella sería continuada por Manuel Antín, este la dirigió solamente una semana y la filmación se interrumpió definitivamente por la quiebra de la empresa productora Lumiton.

## Otras versiones
Basadas en la misma obra teatral se filmaron Un guapo del 900 dirigida en 1960 por Leopoldo Torre Nilsson y Un guapo del 900 dirigida en 1971 por Lautaro Murúa.

## Reparto
- Pedro Maratea
- Milagros de la Vega
- Guillermo Battaglia
- Nélida Bilbao
- Santiago Gómez Cou
- Lydia Quintana
- Gregorio Cicarelli
- Federico Mansilla
- Elisardo Santalla
- Ángel Prío
- Luis Otero
- Roberto Durán
- Néstor Deval
- César Fiaschi
- Jorge Villoldo